# Lijst van plaatsen in Alberta
Deze pagina bevat een overzicht van plaatsen in de provincie Alberta in Canada.
| - Acme - Airdrie - Alberta Beach - Amisk - Arrowwood - Athabasca - Banff - Barons - Barrhead - Bashaw - Bassano - Bawlf - Beaverlodge - Beiseker - Bentley - Big Valley - Bittern Lake - Blackfalds - Bon Accord - Bonnyville - Botha - Bow Island - Breton - Bruderheim - Calgary - Calmar - Camrose - Canmore - Cardston - Carmangay - Caroline - Carstairs - Cereal - Chauvin - Chestermere - Chipman - Claresholm - Coaldale - Coalhurst - Cochrane - Cold Lake - Consort - Coronation - Coutts - Crossfield - Crowsnest Pass - Czar | - Daysland - Delburne - Derwent - Devon - Dewberry - Didsbury - Donalda - Donnelly - Drayton Valley - Drumheller - Duchess - Eckville - Edberg - Edmonton - Edson - Elk Point - Empress - Fairview - Falher - Ferintosh - Foremost - Forestburg - Fort Macleod - Fox Creek - Gadsby - Galahad - Gibbons - Girouxville - Glendon - Grande Cache - Grande Prairie - Granum - Halkirk - Hanna - Hardisty - Hay Lakes - High Level - High Prairie - High River - Hinton - Hythe | - Innisfail - Irricana - Jasper - Killam - Kitscoty - Lac La Biche - Lake Louise - Legal - Lethbridge - Lloydminster - Magrath - Manning - Mannville - Manyberries - Marwayne - Mayerthorpe - McLennan - Medicine Hat - Milk River - Millet - Montgomery - Morinville - Mundare - Myrnam - Nanton - New Norway - New Sarepta - Okotoks - Olds - Onoway - Oyen - Peace River - Penhold - Picture Butte - Pincher Creek - Ponoka - Provost | - Raymond - Red Deer - Redcliff - Redwater - Rimbey - Rocky Mountain House - Rosalind - Sedgewick - Sexsmith - Slave Lake - Smoky Lake - Spirit River - Spruce Grove - St. Albert - St. Paul - Stavely - Stettler - Stirling - Stony Plain - Strathmore - Sundre - Swan Hills - Sylvan Lake - Taber - Thorhild - Three Hills - Tofield - Trochu - Turner Valley - Two Hills - Vegreville - Vulcan - Wabamun - Westlock - Whitecourt |